# Jurij Szyrinski-Szychmatow
Jurij (Gieorgij) Aleksiejewicz Szyrinski-Szychmatow, ros. Юрий (Георгий) Алексеевич Ширинский-Шихматов (ur. 27 sierpnia?/8 września 1890 w Sankt Petersburgu, zm. 17 sierpnia 1942 w KL Auschwitz) – rosyjski działacz państwowy, a następnie wojskowy (sztabskapitan), emigracyjny działacz polityczno-społeczny, publicysta.
Pochodził z rodu książęcego. W 1911 r. ukończył imperatorską szkołę prawodawstwa, po czym pracował w oddziale ziemskim Ministerstwa Spraw Wewnętrznych. Następnie ukończył nikołajewską szkołę artyleryjską. Służył w oddziałach artylerii, a następnie wojskach lotniczych. Brał udział w I wojnie światowej, a następnie wojnie domowej w Rosji w wojskach Białych. Służył w sztabie Armii Północno-Zachodniej. Potem przeszedł do wojsk Białych gen. Antona I. Denikina. Doszedł do stopnia rotmistrza. W 1919 r. został wysłany do Polski, gdzie objął funkcję zastępcy rosyjskiego przedstawiciela wojskowego w Warszawie. Na pocz. 1920 r. wyjechał do Paryża, zostając szoferem taksówki. Działał jednocześnie w różnych organizacjach emigracyjnych. Występował z wykładami i odczytami na zebraniach Stowarzyszenia Republikańsko-Demokratycznego. Uczestniczył w pracach paryskiej grupy jewrazijców. Był członkiem Akademii Religijno-Filozoficznej. Od 1929 r. był związany z redakcją pisma „Dni”. W latach 1931–1932 uczestniczył w zebraniach stowarzyszeń „Zielonaja łampa” i „Koczewje”. Stał na czele Ruchu Rosyjskich Nacjonal-Maksymalistów. Wydawał pismo „Utwierżdienija”. W 1933 r. zorganizował I zjazd przedstawicieli nacjonal-maksymalistów, nacjonalistów-chrześcijan i narodowych socjalistów z różnych krajów. W poł. lat 30. był organizatorem, a następnie przewodniczącym Klubu Porewolucyjnego. Pisał artykuły do pism „Dwugławyj orioł”, „Trietja Rossija, „Zawtra”. Wszedł w skład komitetu wykonawczego Federacyjnego Stowarszyszenia Organizacji Porewolucyjnych. W 1935 r. został redaktorem naczelnym pisma „Jeżemiesiacznik poriewoluyonnogo kłuba”. W 1936 r. był współorganizatorem Rosyjskiego Emigracyjnego Ruchu Obronnego. Działał w Stowarszyszeniu Poetów i Pisarzy. Podczas okupacji niemieckiej we Francji wykazywał solidarność z ludnością żydowską. W związku z tym pod koniec 1941 r. został aresztowany przez Gestapo, po czym osadzono go w obozie koncentracyjnym w Oświęcimiu, gdzie zginął.